# Famille Cesbron
 (janvier 2023).
La famille Cesbron est une famille française originaire d'Anjou.

## Histoire
La famille Cesbron est originaire de Jallais, en Anjou.
Michel-Jean Cesbron est procureur du roi à Jallais au début du XVIe siècle. Jusqu'à la Révolution, ses descendants exercent toujours à Jallais la charge de procureur royal.

## Personnalités
- Michel-Jean Cesbron, procureur du roi à Jallais au début du XVIe siècle.
- Sébastien Cesbron (1521 - ?), notaire et garde des sceaux du bailliage de Jallais, reçoit le roi Charles IX en 1565.
- Jean-Baptiste-Guillaume Cesbron d'Argonne, officier des grenadiers sous l'Ancien Régime, chef vendéen durant la Révolution, gouverneur de Cholet en 1793, chevalier de l'ordre de Saint-Louis.
- Pierre-Charles Cesbron d'Argonne, prieur commanditaire du prieuré de Thoré, abbé de Saint-Florent-le-Vieil, commandant de la place de Saint-Florent-le-Vieil sous la Révolution, tué par les républicains en revenant de la virée de Galerne.
- Charles-Joseph Cesbron de la Guérinière, officier, chevalier de l'ordre de Saint-Louis.
- Pierre Cesbron des Crances, mort guillotiné en 1791 avec sa femme Rose Hérault de Mallièvre.
- Michel-François Cesbron, né à Jallais le 13 février 1725 et mort à Chemillé le 3 janvier 1813, sieur des Essarts et des Hermes, procureur du roi à Jallais, conseiller général de Maine-et-Loire de 1800 à 1811.
- Jean-Baptiste André Cesbron de la Rogerie, garde étalon du roi, négociant et procureur fiscal à Jallais.
- Michel Cesbron-Jumellière, né à Chemillé le 21 mars 1753 et mort à Angers le 12 décembre 1830, fermier général de La Jumellière, maire de  Chemillé  de 1800 à 1815.
- Charles-Jean Cesbron-Lavau, manufacturier à la tête d'une importante fabrique de toiles et de mouchoirs, maire de Cholet en 1815, député royaliste de  Maine-et-Loire de 1820 à 1823.
- Joseph-Auguste Cesbron de la Guérinière (1781-1841), capitaine d'infanterie, conseiller général du canton de Saint-Florent-le-Vieil  de 1833 à 1839.
- Charles Cesbron-Lavau, manufacturier, capitaine de la garde nationale d'Angers, président du tribunal de commerce et du tribunal des prud'hommes de Cholet, député conservateur de Maine-et-Loire de 1848 à 1851.
- Ernest Cesbron, président de la chambre de discipline des notaires de l'arrondissement de Poitiers, député conservateur de la Vienne de 1876 à 1881.
- Jules Cesbron-Lavau (1831-1921), dessinateur, maire de Faveraye-Mâchelles de 1857 à 1884.
- Henri Cesbron-Lavau (1870-1971), maire de Faveraye-Mâchelles de 1912 à 1947, conseiller général du canton de Thouarcé.
- Paul Cesbron-Lavau, consul de France.
- Gilbert Cesbron (1913-1979), écrivain d'inspiration catholique.
- Henri Cesbron-Lavau, polytechnicien (promotion 1968[2]) et psychanalyste.
- Hervé Cesbron-Lavau, amiral, directeur du patrimoine de l'Établissement public d'insertion de la Défense (EPIDE).

### Galerie de portraits

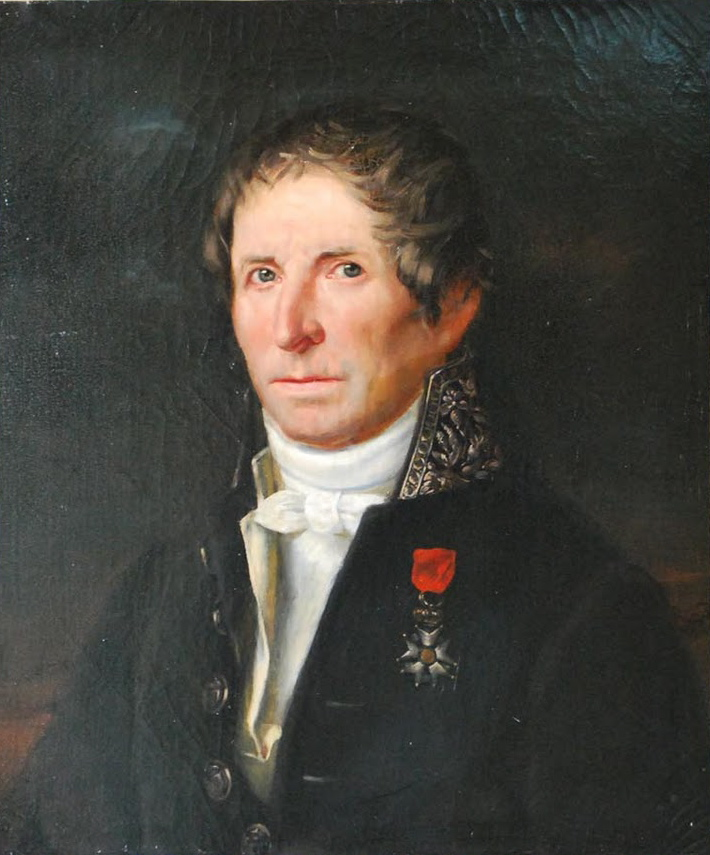
Charles-Jean Cesbron-Lavau (1763-1839).
Charles Cesbron-Lavau (1791-1857).
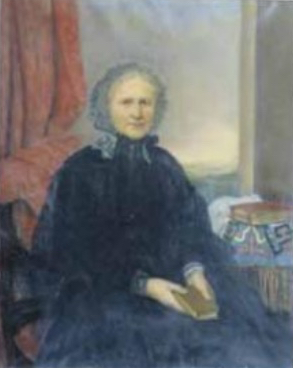
Mme Cesbron-Lavau, XIXe siècle.
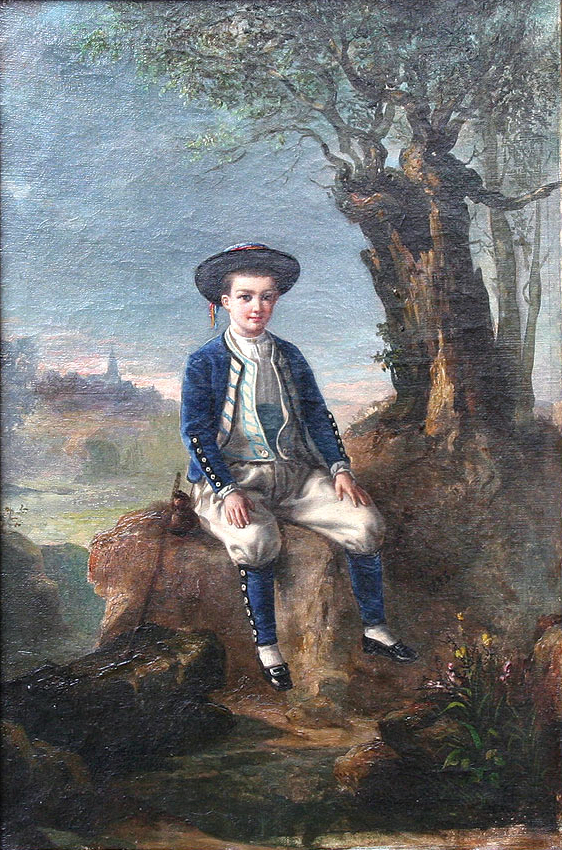
Portrait de Henri Cesbron-Lavau (1870-1971), vers 1875, par son père Jules Cesbron-Lavau (1831-1921).
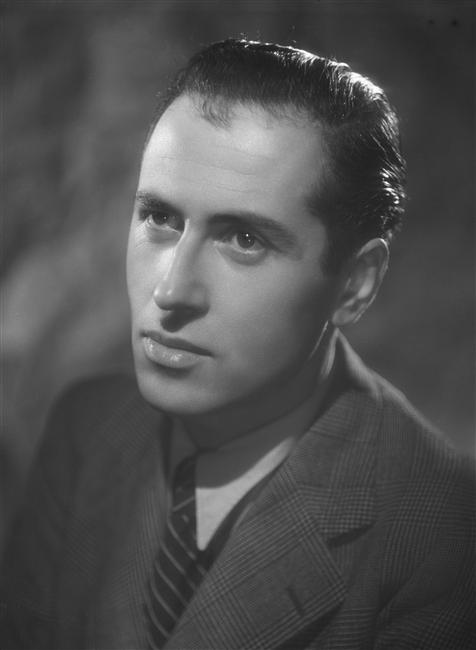
L'écrivain Gilbert Cesbron (cliché de 1947, studio Harcourt).

### Alliances notables
La famille Cesbron s'est alliée notamment aux Tharreau, Segris, Aviau de Piolant, Lastic-Saint-Jal, Goüin, Dard, Geoffre de Chabrignac (1909), Le Gouz de Saint-Seine, La Bourdonnaye et Juchault des Jamonières.

## Possessions
- Château de la Brinière, à Jallais
- Château d'Argonne, à Valanjou
- Château des Roches, à Marigny-Brizay
- Château de l'Assay, à Faveraye-Mâchelles
- Château de la Guérinière, à Saint-Florent-le-Vieil
- Château du Chêne-Landry, à Cholet
- Château du Pineau, à Champ-sur-Layon
- Hôtel Cesbron de la Roche, à Cholet
- Hôtel Cesbron-Lavau, à Cholet

## Armes
| Blason de la famille Cesbron de Lavaux | « d'or à une croix pattée de sable, cantonnée de quatre trèfles de sinople. » Armes enregistrées à l'Armorial général par André Cesbron, curé de la Plaine, représentant de la branche de Lavau, aujourd'hui seule existante. |

| Blason de la famille Cesbron de la Voisinière | « D'argent à deux loups de gueules passant l'un sur l'autre. » Armes enregistrées au même Armorial par Claude Cesbron, sieur de la Voisinière, bourgeois d'Angers, représentant de la branche aînée, aujourd'hui éteinte. |

## Pour approfondir